# Plat fonteinkruid
Plat fonteinkruid (Potamogeton compressus) is een overblijvende plant die behoort tot de fonteinkruidfamilie (Potamogetonaceae). De soort staat op de Nederlandse Rode lijst van planten als vrij zeldzaam en matig afgenomen. De plant komt van nature voor in Europa, Azië.
De stengel, vaak met smalle vleugels, wordt 0,9-2 m lang en is in sterk stromend water weinig vertakt maar in stilstaand water vaak sterk vertakt. De groene of bruingekleurde bladeren zijn ondergedoken en kunnen tot 20 cm lang en 2-5 mm breed worden. Het blad heeft vijf dikke, overlangs lopende nerven met daartussen veel zeer dunne nerven. Aan de top van het blad zitten dwarslopende nerven. De bladtop is vrij plotseling toegespitst. Aan de bladbasis zitten verdikte klieren. De stengelomvattende steunblaadjes zijn 2,5-4 cm lang en niet met het blad vergroeid.

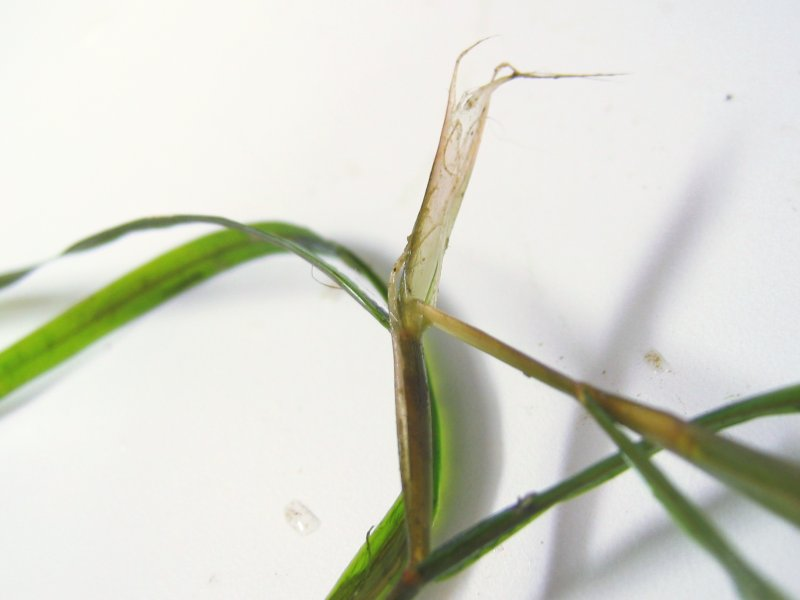
Bladbasis

Plat fonteinkruid bloeit van juli tot in augustus met kleine, gereduceerde bloemen, die met tien tot twintig stuks een tot 2 cm lange aar vormen. De steel van de aar is 3-4 cm lang en 2 mm dik. De bloemen worden onder water bestoven, wat hydrofilie wordt genoemd.
De ongeveer 4 mm grote vruchten hebben een 3-4 mm lange, rechte snavel en aan de buikzijde meestal geen knobbel. De vrucht is een steenvrucht. De vruchten worden door het water verspreid, hetgeen hydrochorie wordt genoemd.
De plant vormt ook winterknoppen (turionen).

## Voorkomen
De plant komt voor in voedselrijk, ondiep water.

## Namen in andere talen
- Duits: Flachstängeliges Laichkraut
- Engels: Grasswrack Pondweed
- Frans: Potamot à tige comprimée